# ノースアメリカン セイバーライナー

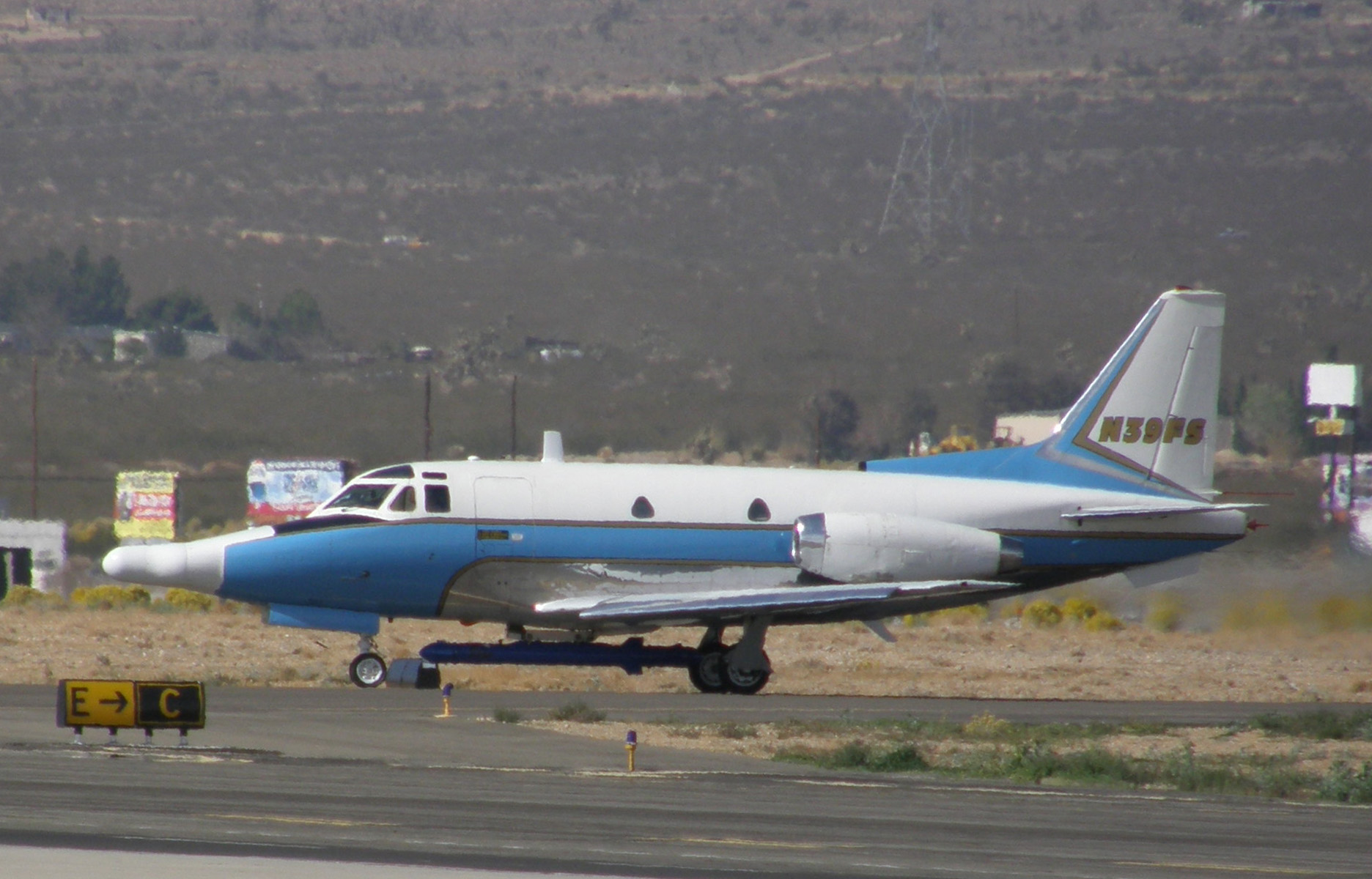
BAEシステムズ社の飛行試験用のT-39A（モハヴェ空港）

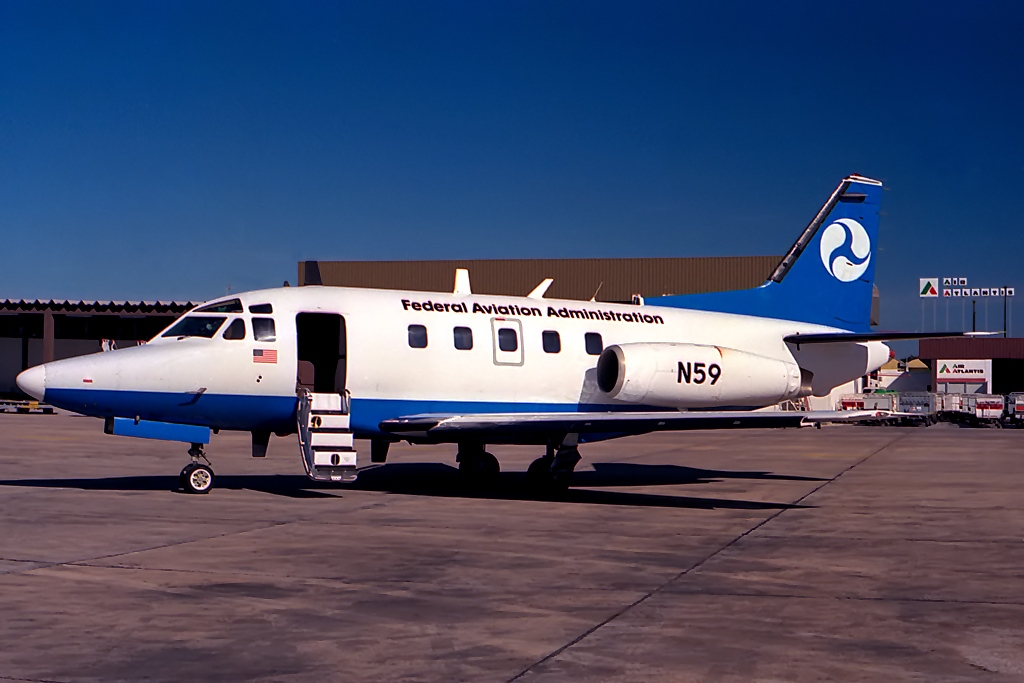
連邦航空局 (FAA)のロックウェル セイバーライナー 60

ノースアメリカン セイバーライナー
国立テストパイロット学校のノースアメリカン セイバーライナー NA-265-60
- 用途：練習機、ビジネスジェット
- 製造者：ノースアメリカン、ロックウェル・インターナショナル
- 運用者：アメリカ空軍、アメリカ海軍、アメリカ海兵隊
- 初飛行：1958年9月16日[1]
- 生産数：800機以上[2]
- 運用開始：1962年

ノースアメリカン セイバーライナー（North American Sabreliner、後にRockwell Sabrelinerとして販売）は、ノースアメリカン社により開発された中型のビジネスジェット機である。本機はアメリカ空軍の多用途練習機研究（UTX）計画に応じて提示されたものであった。主翼や尾翼がノースアメリカン社のF-86 セイバー戦闘機に似ているところから「セイバーライナー」という名がつけられた。「T-39 セイバーライナー」と命名された軍用機型が1959年にアメリカ空軍が最初の発注を行った後で空軍、アメリカ海軍、アメリカ海兵隊により使用された。セイバーライナーは民間向けの派生型も開発された。

## 設計と開発
ノースアメリカン社はセイバーライナーの開発を社内プロジェクトとして開始したが、UTX計画の要請に応じた提案として軍用機型を空軍に提示した。UTXは人員輸送と戦闘即応訓練という2つの異なる任務を1つの機体で担うというものであった。
ゼネラル・エレクトリック YJ85 ターボジェットエンジンを2基搭載したモデル名称「NA-265」の民間型の試作機は1958年9月16日に初飛行を行った。この型は1963年4月に連邦航空局の型式認証を受けた。T-39Aと命名されたUTX候補機はこのNA-265の構成を表すものであったが、UTX機に選定されて受注契約後にT-39Aが生産に入った段階ではエンジンはプラット・アンド・ホイットニー JT12A8に変更されていた。
民間型の量産機「シリーズ40」は試作機を多少改良した機体で、より高速と広いキャビン空間を持っていた。その後にノースアメリカン社は更に広いキャビン空間を実現するために胴体を3 feet 2 inch延長した「シリーズ60」として販売し、これは1967年4月に型式認証を受けた。「シリーズ60A」では空力性能が改善され、「シリーズ75」ではキャビンの室内高が増していた。
1973年にノースアメリカン社がロックウェル・スタンダード社と合併してロックウェル・インターナショナル社となると、セイバーライナーのエンジンはターボファン・エンジンへと換装された。シリーズ60用にはギャレット・エアリサーチ TFE731が選ばれて「シリーズ65A」となり、ゼネラル・エレクトリック CF700に換装された機体は「シリーズ75A」となった。これらが1981年にセイバーライナーの生産が終了する時まで残った最後の2モデルであった。翌年にロックウェル社はセイバーライナー部門をプライベート・エクイティ・ファンドに売却し、使用を続ける運用者のサポート機構であるセイバーライナー・コーポレーション（Sabreliner Corporation）が設立された。
800機以上のセイバーライナーが生産され、その内の200機がT-39であった。軍用型もFAAの型式認定を取得していたため少なくない数の退役した軍用のT-39が民間機として再就役した。2007年5月の時点で65機が事故で失われている。76機が生産されたシリーズ65が最後の量産型であり、大部分が民間市場で販売された。モンサント社は、1機のセイバーライナー 40シリーズを購入して以来継続的運用を行っている最も古いユーザーであるコーポレートジェット部門を持っている。
1962年のUSN/USMC/USCG航空機の改称の後にT-39Dとなった元々の海軍版T3J-1は、当初はマクドネル F3H-1 デーモン全天候戦闘機のレーダーを搭載し、同機のパイロット用にレーダー訓練機として使用されていた。その後T-39Dは基本海軍航空観測員（Basic Naval Aviation Observer：NAO）、後に海軍航空士官訓練生 (SNFO)課程に投入された。T-39Dの3つのモデルが1960年代、70年代、80年代を通じて使用され、1つ目のモデルはレーダーを装備せずにSNFO中間課程（SNFO Intermediate syllabus）での高高度計器飛行と低高度有視界飛行訓練に、2つ目はLTV A-7 コルセア IIのAPQ-126レーダーを搭載して主に攻撃機の爆撃手/航法士、攻撃偵察航法士、対電子戦士官の訓練に、3つ目はチャンスボート F-8 クルセーダーのAPQ-94レーダーを搭載して戦闘機のレーダー迎撃士官の訓練に使用された。
T-39NとT-39Gは現在アメリカ海軍とアメリカ海兵隊の海軍航空士官訓練生の海軍航空士官攻撃機/戦闘攻撃機課程（NFO Strike and Strike Fighter syllabi）、NATO/同盟国/提携国の航法士訓練生で使用されている。国外の訓練生も中間ジェット課程でレイセオン T-1 ジェイホークの代わりにT-39で訓練を受けている。
セイバーライナーは最低2名の乗員で運用され、キャビンの構成により7名（NA-265からNA-265-40）か10名（NA-265-60以降のモデル）を搭乗させることができる。海軍の練習機としては通常パイロット1名、1名か2名のNFO教官、2名か3名のNFO訓練生か航法士/CSO訓練生が搭乗して飛行する。

## 派生型

### 民間型
セイバーライナー
(NA265 or NA246) 2基のゼネラル・エレクトリック J85-GE-X ターボジェットエンジン双発の試作機。1機製造。非公式にXT-39と呼ばれることもある。
セイバーライナー 40
(NA265-40 or NA282) JT12A-6A か -8 エンジン双発の11名乗りの民間向けの量産型。片側に2つずつの窓。65機製造。
セイバーライナー 40A
(NA265-40A or NA285) モデル75の主翼を付けたモデル40。改良されたシステムとゼネラル・エレクトリック CF700 ターボファンエンジン双発。片側に3つずつの窓。
セイバーライナー 50
(NA265-50 or NA287) 1964年にJT12A エンジン搭載のモデル60として1機が製造。 機首のレドームの実験用プラットフォーム。
セイバーライナー 60
(NA265-60 or NA306) JT12-A-8 エンジン双発のモデル40の胴体を延長して12名乗りとした型。片側に5つずつの窓。130機製造。
セイバーライナー 60A
空力性能を改善したシリーズ60。
セイバーライナー 65
(NA265-65 or NA465) ギャレット・エアリサーチ TFE731-3R-1D エンジンを搭載したシリーズ60を基に新しいスーパークリティカル翼を取り付けた型。76機製造。
セイバーライナー 75
(NA265-70 or NA370) JT12A-8 エンジンを搭載し、より広いヘッドルーム確保のためキャビンの天井高を上げたシリーズ60A。9機製造。
セイバーライナー 75A
多くの空力的とシステムの改良を施し、ゼネラル・エレクトリック CF700 ターボファンエンジンを搭載した(NA265-80 or NA380) セイバーライナー 75。66機製造。

### 軍用型

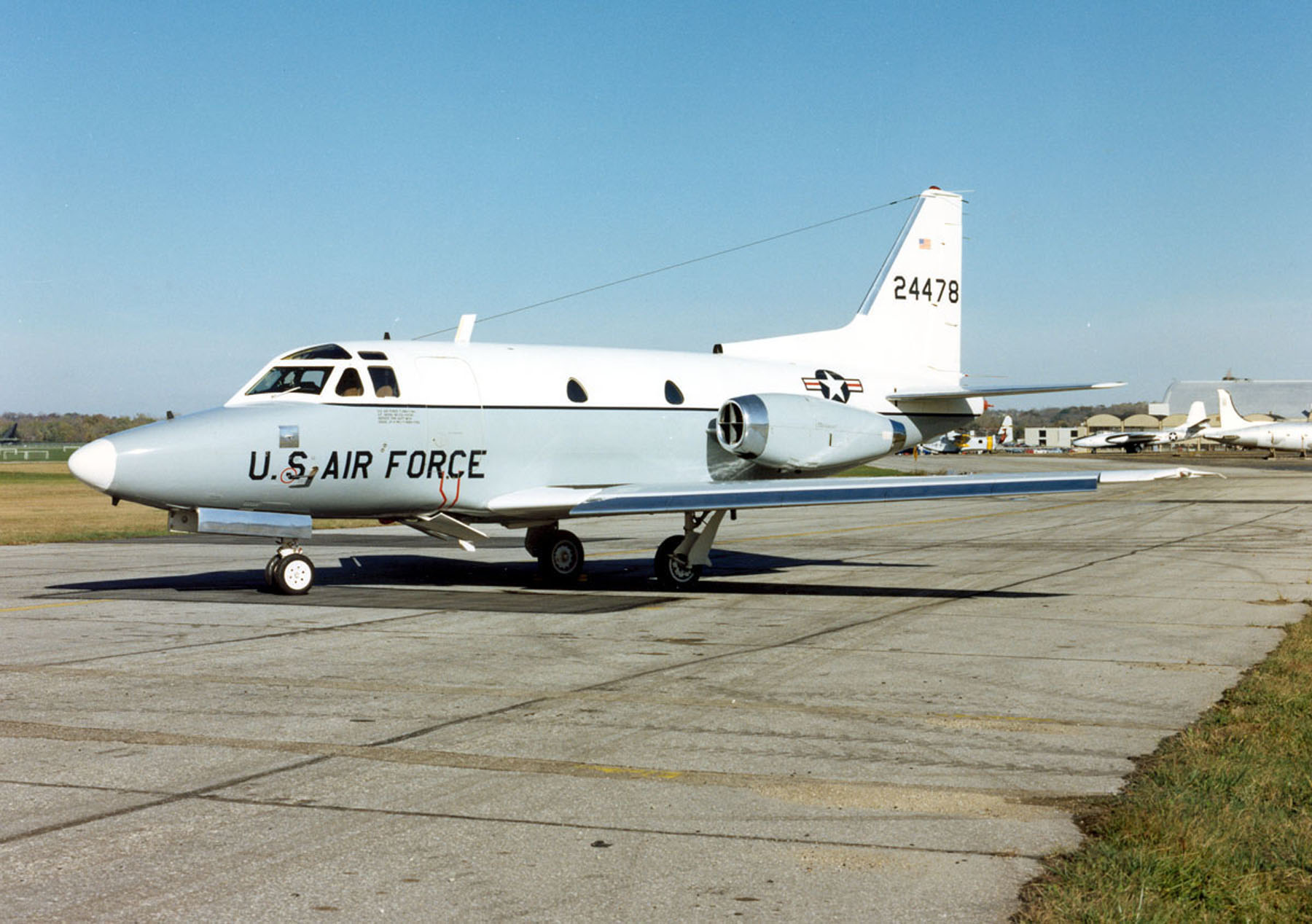
アメリカ空軍のT-39A

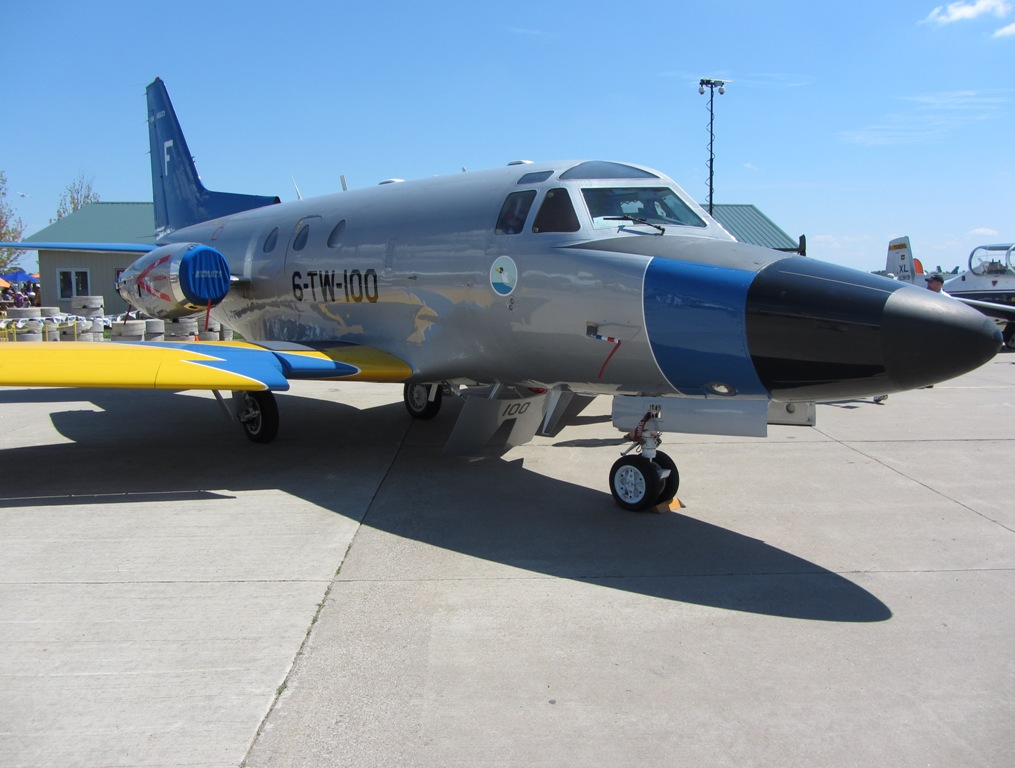
海軍航空100年祭の記念塗装を施したアメリカ海軍のT-39N（2011年）

T-39A
アメリカ空軍向けのパイロットの慣熟訓練機と多用途輸送機。セイバーライナーの試作機を基にしているが、エンジンは3,000 lbf (13 kN)のプラット・アンド・ホイットニー J60-P3に変更。143機製造。
CT-39A
貨物と人員輸送用に改造したT-39A。P&W J60-P-3/-3A エンジンを搭載。
NT-39A
電子機器の試験用に改造されたT-39A。1機のみ。
T-39B
アメリカ空軍向けのレーダー・システム訓練機。リパブリック F-105D戦闘爆撃機のアビオニクス（R-14 NASARR 主レーダーとAPN-131 ドップラー・レーダーを含む）と訓練生3名分の席を装備。6機製造。
T-39C
ノースアメリカン F-101B ヴードゥー全天候戦闘機のアビオニクスを搭載したレーダー・システム訓練機。製造されず。
T-39D
(NA265-20 or NA277) レーダー迎撃士官訓練用のAN/APQ-94レーダーと爆撃手/航法士訓練用のAN/APQ-126を搭載したレーダー・システム訓練機（1962年の機体名称変更以前はT3J-1）。42機製造。
CT-39E
アメリカ海軍向けのJT12A-8エンジンを搭載した貨物/人員輸送機。元々の名称はVT-39E。7機の中古機。
T-39F
アメリカ空軍向けのF-105G "ワイルド・ウィーゼル"の搭乗員のためのT-39Aの電子兵器要員訓練機。
CT-39G
アメリカ海軍向けのスラストリバーサー付きJT12エンジンを搭載し、胴体を延長したシリーズ60を基にした貨物/人員輸送機。13機購入。
T-39G
航空士官訓練プログラム（Undergraduate Flight Officer Training program）用のCT-39Gの改造型。
T-39N
航空士官訓練プログラム（Undergraduate Flight Officer Training program）用のアメリカ海軍の練習機。
T3J
1962年にT-39Dとなったアメリカ海軍での元々の名称。

## 運用
アルゼンチン
- アルゼンチン空軍（1機のシリーズ75A）
- アルゼンチン陸軍（1機のシリーズ75A）

 ボリビア

エクアドル空軍のセイバーライナー 40

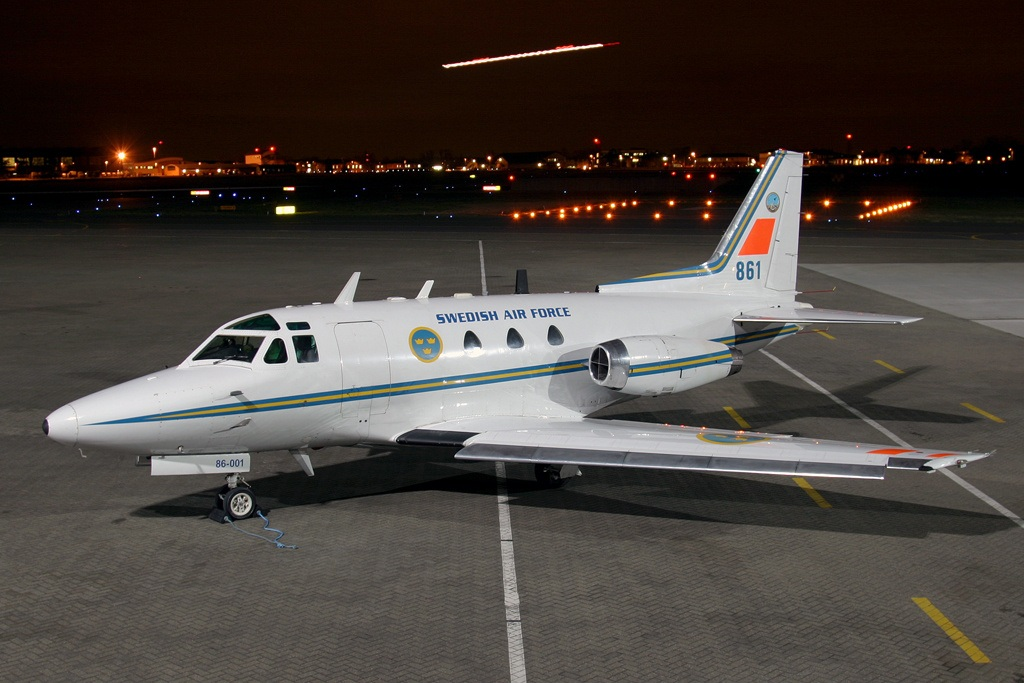
スウェーデン空軍のTP 86

- ボリビア空軍（大統領機のFAB-001 として1機のシリーズ60）

 エクアドル
- エクアドル空軍

 メキシコ
- メキシコ空軍
- メキシコ海軍

 スウェーデン
- スウェーデン空軍 （1機のシリーズ65、現地名称Tp 86）

 アメリカ合衆国
- アメリカ空軍（T-39の名称で149機）
- アメリカ海軍（T-39の名称で51機）
- BAEシステムズ (T-39A)
- 連邦航空局（シリーズ 80）
- 国立テストパイロット学校

## 事故と事件
- 1964年1月28日に西ドイツから訓練飛行に飛び立ったアメリカ空軍のT-39 セイバーライナーが東ドイツ領空内に侵入してソビエト連邦のMiG-19にフォーゲルスブルク近郊で撃墜され、乗員3名が死亡した[10]。
- 1975年12月21日に輸送機機長課程（Transport Aircraft Commander-Syllabus One：TAC-1）を実施していたアメリカ海軍のT-39E（157352）がユカイアの南西約10マイルのメンドシーノ尾根（Mendocino Ridge）に墜落。搭乗していた2名の海軍パイロットが死亡した[11]。
- 1977年4月1日に低空飛行訓練を実施していたアメリカ海軍のT-39D（150545）がジュリアンの東南東8マイルのラグナ山脈に墜落。搭乗していた5名全員が死亡した[12]。
- 1985年4月20日にウィルクスバリ・スクラントン国際空港に着陸したアメリカ空軍のCT-39A（62-4496）がブレーキ故障に見舞われ、戦術航空軍団指揮官ジェローム・F・オマリーを含む5名全員が死亡した[13] [14]。
- 1988年7月12日にアメリカ海軍のT-39が航法ミスの末に燃料不足となりベトナム沿岸沖に不時着水した。搭乗していた3名はベトナム海軍に救助され、アメリカ合衆国へ送還された[15]。
- 1992年12月10日にエクアドル空軍のセイバーライナー機がビルに激突し、キトの住宅街へ墜落した。10名の搭乗員全員（エクアドル陸軍司令官を含む）と地上の3名が死亡した[要出典] [16]。
- 2002年5月にペンサコーラから離陸したVT-86所属の2機のアメリカ海軍のT-39がガルフ・コーストの沖40マイルで空中衝突した。搭乗していた7名全員が死亡した[17]。
- 2006年1月13日に低空飛行訓練を実施していたアメリカ海軍のセイバーライナー機がジョージア州の田舎の深く茂る森林地帯に墜落し、搭乗していた4名全員が死亡した[18]。
- 2015年8月16日、カリフォルニア州南部のメキシコ国境近くで個人のセイバーライナーがセスナ172と衝突し墜落、4人が死亡した[19]。

## 展示中の機体
- CT-39Aがフェアフィールド (カリフォルニア州)のトラヴィス空軍基地にあるジミー・ドーリットル航空宇宙博物館に展示。
- CT-39Aが国立アメリカ空軍博物館の大統領専用機ギヤラリーに展示[20]。
- セイバライナー 50がマクミンヴィルにあるエバーグリーン航空博物館に展示。本機は2013年1月にこの博物館に寄贈された[21]。
- T-39Aがアッシュランドにある戦略航空宇宙博物館に展示。
- セイバライナー 4がタルサ (オクラホマ州)にあるSpartan College of Aeronautics and Technology|に展示。本機はボブ・フーバーのデモ機であった。
- CT-39A (62-4484)が沖縄県にある嘉手納基地のゲートガードとして展示。

## 要目 (T3J-1/T-39D)
出典: T-39 Sabreliner on Boeing History site
諸元
- 乗員: 4-5
- 定員: 5-7
- 全長: 13.41 m （44 ft）
- 全高: 4.88 m （6 ft）
- 翼幅: 13.56 m（44 ft 6 in）
- 翼面積: 31.79 m2 （342.1 ft2）
- 空虚重量: 4,199 kg （9,257 lb）
- 運用時重量: 7,412 kg （16,340 lb）
- 最大離陸重量: 8,056 kg （17,760 lb）
- 動力: Pratt & Whitney J60-P-3 ターボジェット、13.3 kN （3,000 lbf）  × 2

性能
- 超過禁止速度: km/h （kt）
- 最大速度: 885 km/h （478 kn） 550 mph
- 巡航速度: 800 km/h （435 kn） 500 mph
- 失速速度: km/h （kt）
- 航続距離: 4,020 km （2,170 nm） 2,500 mi
- 実用上昇限度: 12,200+ m （40,000+ ft）
- 上昇率: m/s （ft/min）
- 翼面荷重: kg2 （lb/ft2）
- 推力重量比: 0.338